# Gateshead Football Club
El Gateshead Football Club es un club de fútbol inglés de la ciudad de Gateshead. Fue fundado en 1889 y juega en la Conference National y cuenta con rivalidades ante el Hartlepool United, el Darlington y el Carlisle United.

## Palmarés
| Competición nacional          | Títulos          | Subcampeonatos |
| ----------------------------- | ---------------- | -------------- |
| National League North (1/0)   | 2021-22          |                |
| Northern Premier League (2/0) | 1982–83, 1985–86 |                |